# 張衡 (道教)
張 衡（ちょう こう、? - 熹平7年1月7日（177年2月27日））は、後漢末期の人物。字は霊真。
道教の一派の五斗米道の創始者の張陵の子。母は雍氏（または孫氏）。妻は盧氏。姉は張文姫（字は文姫、名は不詳）。妹は張文光（字は文光、名は不詳）・張賢（字は賢姫）・張芝（字は芳芝）。弟は張権（または張機、張機仲景とは別人、妻は王氏）。子は張魯・張衛・張傀（字は公仁）・張徴。娘は張玉蘭。孫は張富（名は張滋とも、字は元微）・張広（字は嗣宗）・張永（字は齢宗）・張盛（字は元宗）・張溢（字は立宗）・張巨（字は儒宗）・張夢得（字は文宗）と他の3人（張魯の10子）。孫娘は張琪瑛（曹宇妻）と他の9人。

## 概要
豫州沛国豊県の人。父の張陵が亡くなると、その後を継ぎ五斗米道の2代目教主となった。
177年に死去し、子の張魯が3代目教主として後を継ぐと、亡父の張衡は「嗣師」と尊称されたという。